# Антіох IV (цар Коммагени)
Гай Юлій Антіох IV Епіфан (д/н — після 72) — останній цар Коммагени в 38—72 роках (з перервами).

## Життєпис
Походив з династії Єрвандідів. Син Антіоха III, царя Коммагени, та його рідної сестри Іотапи Старшої. У 17 році помирає його батько, але Антіох не отримує трон, оскільки частина знаті висловилася за перетворення Коммагени на римську провінцію. Крім того, імператор Тиберій вважав за краще посилити тут свій контроль. Тому Антіоха разом з його сестрою Іотапою відправлено до Риму, де надано римське громадянство. З цього часу він звався Гай Юлій Антіох.
Виховувався разом з Іопатою в будинку римської матрони Антонії Молодшої. Тут проникся величчю Риму та римської культури, хоча чудово знав й грецьку. При дворі Антонії затоваришував з Гаєм Цезарем, в майбутньому відомим як імператор Калігула. Коли останній у 38 році став новим імператором, повернув Антіоху його царство. Як цар Антіох IV додав до імені прізвисько «Епіфан». Також за традицією оженився на сестрі Іотапі. Того ж року отримав від імператора частину Кілікії, що дозволило Коммагені отримати доступ до Середземного моря. Водночас Калігула передав Антіоху IV усі доходи Коммагени з 17 року.
Але вже 39 року внаслідок зміни настрою та за підозрою у зносинах з Парфією Антіоха IV було повалено й відправлено під нагляд до Риму. У 41 році був знову відновлений новим імператором Клавдієм. Цар Коммагени намагався зміцнити своє політичне становище. Тому 43 року домігся шлюбу сина з донькою Агріппи I, царя Юдей, що був близьким другом Клавдія.
В наступні роки зберігав вірність Риму, допомагаючи в зміцненні контролю в Малій Азії. Також ним було засновано міста Нероній, Іотапа, Германікополь (сучасний Ермене, Туреччина). Також захопився східними віруваннями, зокрема в правління цього царя став поширюватися мітраїзм в коммагенському варіанті.
53/52 року до н.е. Антіох IV переважно хитрістю та дипломатією придушив повстання племен квєтів на чолі із Троксобором в гірській Кілікії. 55 року відправив війська до Великої Вірменії, де точилася війна Римської імперії та Парфянського царства. 59 року особисто брав участь у поході Гнея Доміція Корбулона з метою повалення Трдата I. За свою вірність та звитягу у 61 році отримав частину Малої Вірменії.
У 69 році відправив на допомогу римлянам свої війська під час Першої Юдейської війни. Того ж року перейшов на бік Веспасіана у боротьбі за владу в імперії. У 70 році відправив сина Епіфана з загоном для допомоги Титу під час облоги Єрусалиму.
Втім наприкінці 71 року Антіоха IV було звинувачено в антиримських настроях та союзі з Парфією. Причини такої реакції імператора Веспасіана було декілька: після придушення повстання юдеїв він намагався зміцнити римську владу, ліквідовуючи залишки самостійності, водночас отримано відомості про пропарфянські настрої синів Антіоха IV. Тому імператор діяв на випередження. 72 року Луцій Юній Цезенній Пет, проконсул Сирії рушив до Коммагени. Невдовзі Антіох IV зазнав поразки й здався, але його сини деякий час чинили спротив за підтримки Парфії. Але зрештою вимушені були втекти під захист парфянського царя. Згодом отримали пробачення римського імператора, повернулися до Риму, а потім стали мешкати в Афінах, де їх родина мали міцні культурні та економічні зв'язки.
В свою чергу колишній цар деякий час мешкав в Афінах і Спарті, але того ж, 72 року, перебрався до Риму. Подальша його доля невідома.

## Родина
Дружина — Юлія Іотапа, донька Антіоха III, царя Коммагени
Діти:
- Гай Юлій Архелай Антіох Епіфан, чоловік: 1) Друзілли (доньки Агріппи I, царя Юдеї); 2)Клавдії Капітоліни. Його сином був консул Гай Антіох Епіфан Філопапп, а донькою — поетеса Юлія Бальбілла
- Гай Юлій Мітрідат Каллінік
- Юлія Іотапа II, дружина Гая Юлія Олександра, царя Кетіс (в Кілікії)